# Henry Sarwer-Foner
Henry Sarwer-Foner (...) è un regista televisivo canadese.

## Biografia
Ha vinto numerosi Gemini, DGC e Canadian Comedy Awards come regista di This Hour has 22 Minutes, Made in Canada e Corner Gas.

## Filmografia
- It's Only Rock & Roll (1987)
- Street Cents (1989)
- This Hour Has 22 Minutes (1993-2004)
- Traders (1997-1998)
- Made in Canada (1998-2003)
- The Associates (2001)
- Corner Gas (2004)
- Rick Mercer Report (2004-2010)
- Hatching, Matching and Dispatching (2005)
- Bob & Doug's Two-Four Anniversary (2007)
- Less Than Kind (2008-2013)